# Vîsoke, Brusîliv
Vîsoke (în ucraineană Високе) este un sat în comuna Stavîșce din raionul Brusîliv, regiunea Jîtomîr, Ucraina.

## Demografie
Componența lingvistică a localității Vîsoke
     Ucraineană (98,14%)
     Rusă (1,86%)
Conform recensământului din 2001, majoritatea populației localității Vîsoke era vorbitoare de ucraineană (98,14%), existând în minoritate și vorbitori de rusă (1,86%).